# Ateralphus dejeani
Ateralphus dejeani là một loài bọ cánh cứng trong họ Cerambycidae.